# 大呼拉泡
大呼拉泡是一个位于中国吉林省镇赉县的湖泊，面积约为5平方千米，平均水深约为2.5米。